# Pont de Taiwan

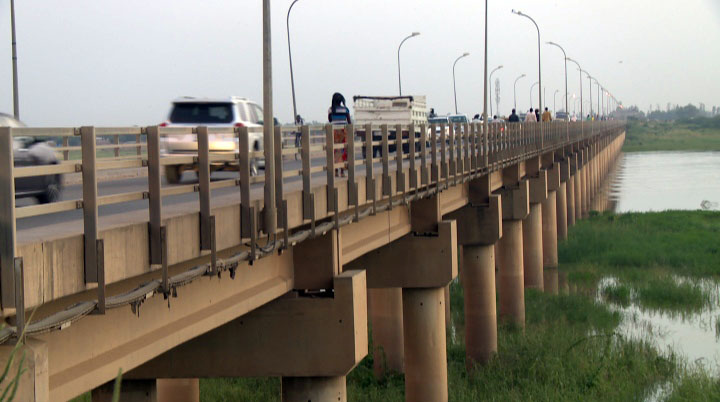
Vue latérale (2020).

Le pont de Taiwan est l'un des deux ponts franchissant le fleuve Chari au niveau de la capitale du Tchad, Ndjamena. Il est officiellement baptisé « pont de l'Unité », mais, dans la pratique, les Tchadiens l'ont renommé « pont de Taiwan ». 
En effet, ce pont dont la construction a débuté en 1999 et s'est terminée à la fin de l'année 2002 a été financé par le gouvernement de Taïwan, avant que le président Idriss Deby ne rompe les relations diplomatiques entre le Tchad et Taïwan en reconnaissant en août 2006 la République populaire de Chine comme unique partenaire.
Il s'agit d'un pont d'une longueur de 2 600 mètres, dont 850 mètres au-dessus du fleuve, reliant Ndjamena au sud du pays et à la frontière du Cameroun, vers Kousséri.
Alors que le pont de Chagoua, construit à la fin des années 1950, est vétuste et à voie unique, le pont de Taiwan est à double voie, ce qui facilite le commerce et les échanges routiers à destination du sud et du Cameroun.